# Cedar Point Park
Cedar Point Park är en park i Kanada.   Den ligger i provinsen British Columbia, i den centrala delen av landet, 3 400 km väster om huvudstaden Ottawa. Cedar Point Park ligger 759 meter över havet. Den ligger vid sjön Quesnel Lake.
Terrängen runt Cedar Point Park är huvudsakligen kuperad. Cedar Point Park ligger nere i en dal som går i nord-sydlig riktning. Trakten runt Cedar Point Park är nära nog obefolkad, med mindre än två invånare per kvadratkilometer..
I omgivningarna runt Cedar Point Park växer i huvudsak barrskog.